# سنپای من رو مخه
سنپای من رو مخه (به انگلیسی: My Senpai Is Annoying) مجموعه مانگا ژاپنی نوشته شیرو مانتا است که از سال ۲۰۱۷ تا ژوئیه ۲۰۲۴ به صورت آنلاین منتشر شده و در دوازده جلد تانکوبون گردآوری شده است. مجموعه تلویزیونی انیمه اقتباسی ساخته استودیو دوگا-کوبو از اکتبر تا دسامبر ۲۰۲۱ پخش شد.

## داستان
فوتابا ایگاراشی، یک کارمند اداری است که بخاطر جثه بسیار کوچکش اغلب با یک کودکان اشتباه گرفته می‌شود و مدام از همکار هیکل بزرگ خود، هارومی تاکدا، شکایت می‌کند. با این حال، برای دوستان و همکاران فوتابا مشخص می‌شود که فوتوبا نسبت به تاکدا احساسات عاشقانه ای دارد.